# Orod II. Partski
Orod II. Partski je bio vladar Partskog Carstva od 57. pr. Kr. do 38. pr. Kr. Bio je sin Fraata III. kojeg je ubio uz pomoć brata Mitridata III. Oženio je grčku kraljevnu iz Kraljevstva Komagene, Laodiku, kćer kralja Antioha I. i kraljice Isije.
Ubio ga je njegov sin Fraat IV. Partski radi ojačanja svojeg položaja; osim njega, Fraat IV. je ubio svu svoju braću i sina.